# 金山街道 (可克达拉市)
金山街道，是中华人民共和国新疆维吾尔自治区可克达拉市下属的一个街道。

## 行政区划
金山街道下辖以下地区：
福安社区居委会。